# Escoles a Palou
Les Escoles a Palou és una obra noucentista de Granollers (Vallès Oriental) protegida com a Bé Cultural d'Interès Local.

## Descripció
Edifici aïllat d'estructura allargada de planta baixa i coberta composta; obra de l'arquitecte Jeroni Martorell el cos central està cobert a dues vessants i els laterals a tres vessants. Les entrades estan protegides per un porxo, a cada costat sostingut per una columna. En conjunt, les escoles són un exponent de l'estil noucentista aplicat a una funció pública i pedagògica.

## Història
La creació d'escoles públiques fou un dels punts bàsics al programa ideològic i arquitectònic del noucentisme. Propiciat per les institucions catalanes com la Mancomunitat, la Diputació i els Ajuntaments.
L'intent d'assolir aquella "Catalunya ideal" passa a través d'aquesta nova empenta pedagògica. L'estil s'adaptà a la vocació alhora classicista i popularista en el sentit de mantenir unes preteses tradicions autòctones.
El 1928 Palou va perdre el seu ajuntament propi i el municipi es va fusionar amb Granollers. ja durant la dècada dels anys 20 es detecta la necessitat de renovar l'equipament dedicat a l'escola per als infants del poble però no seria fins a l'arribada de la República el 1931 i les seves polítiques de millora de l'educació que es construiria aquest nou edifici inaugurat el 8 de setembre de 1932. L'obra proporcionava a Palou un edifici escolar molt més ampli que el que s'havia utilitzat fins aleshores, a més d'una casa per als mestres que en aquell moment eren el matrimoni format per Celestí Bellera i Rita Gibernau.
L'edifici va acollir l'escola fins que el 1974 es va inaugurar un nou centre d'educació primària al barri de Can Bassa que esdevindria el centre d'escolarització de la població de Palou tot i que encara s'utilitzaria l'edifici antic fins al seu tancament definitiu el 1978. Després de romandre tancades durant uns vint anys, actualment s'utilitzen com a equipament del Centre Cívic.